# Purnode
Purnode is een plaats en deelgemeente van de Belgische gemeente Yvoir. Purnode ligt in de provincie Namen en was tot 1 januari 1977 een zelfstandige gemeente.

## Demografische ontwikkeling
- Bronnen:NIS, Opm:1831 tot en met 1970=volkstellingen, 1976= inwoneraantal op 31 december

## Bezienswaardigheden
- In Purnode bevindt zich de Brasserie Du Bocq.
- Het voormalige station Purnode was in gebruik als eindhalte van een toeristische treindienst en is nu omgebouwd tot vakantieverblijf.

Deelgemeenten: Dorinne · Durnal · Évrehailles · Godinne · Houx · Mont · Purnode · Spontin · Yvoir

Overige kernen: Bauche · Chansin · Herbefays

Belgische gemeenten · arrondissement Dinant · provincie Namen · Wallonië